# Geometra
Geometra är ett släkte av fjärilar som beskrevs av Carl von Linné 1758. Geometra ingår i familjen mätare.

## Bildgalleri

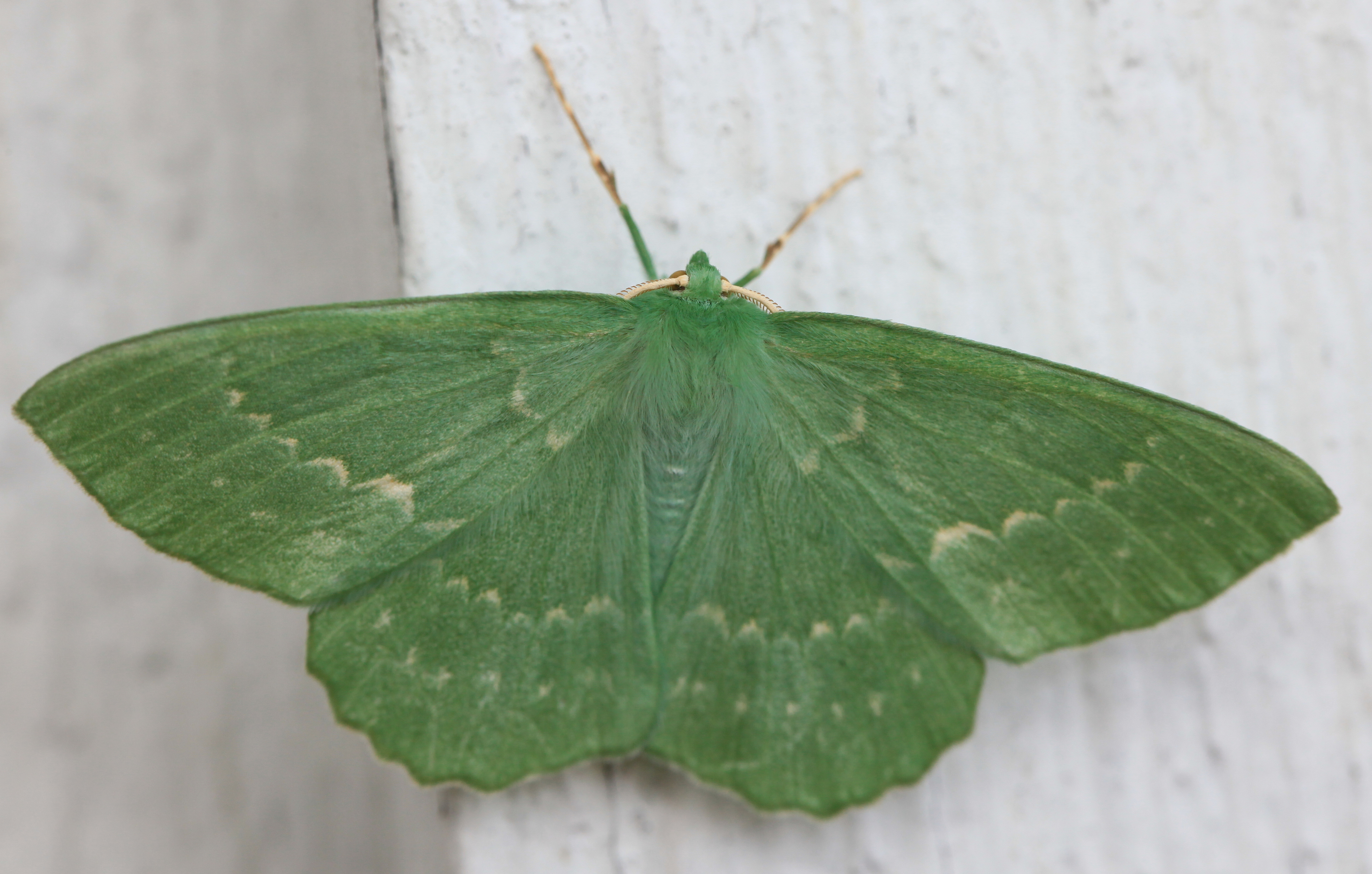
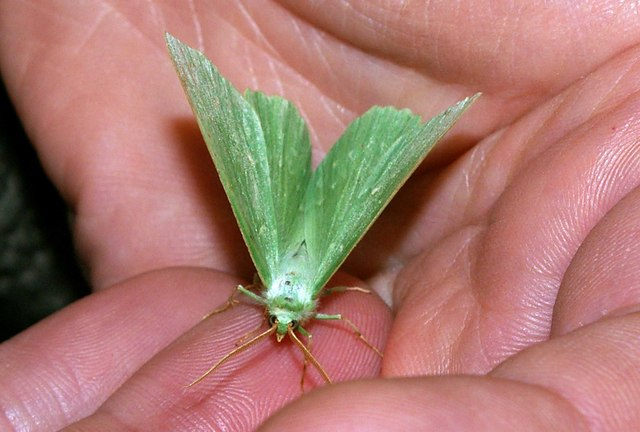
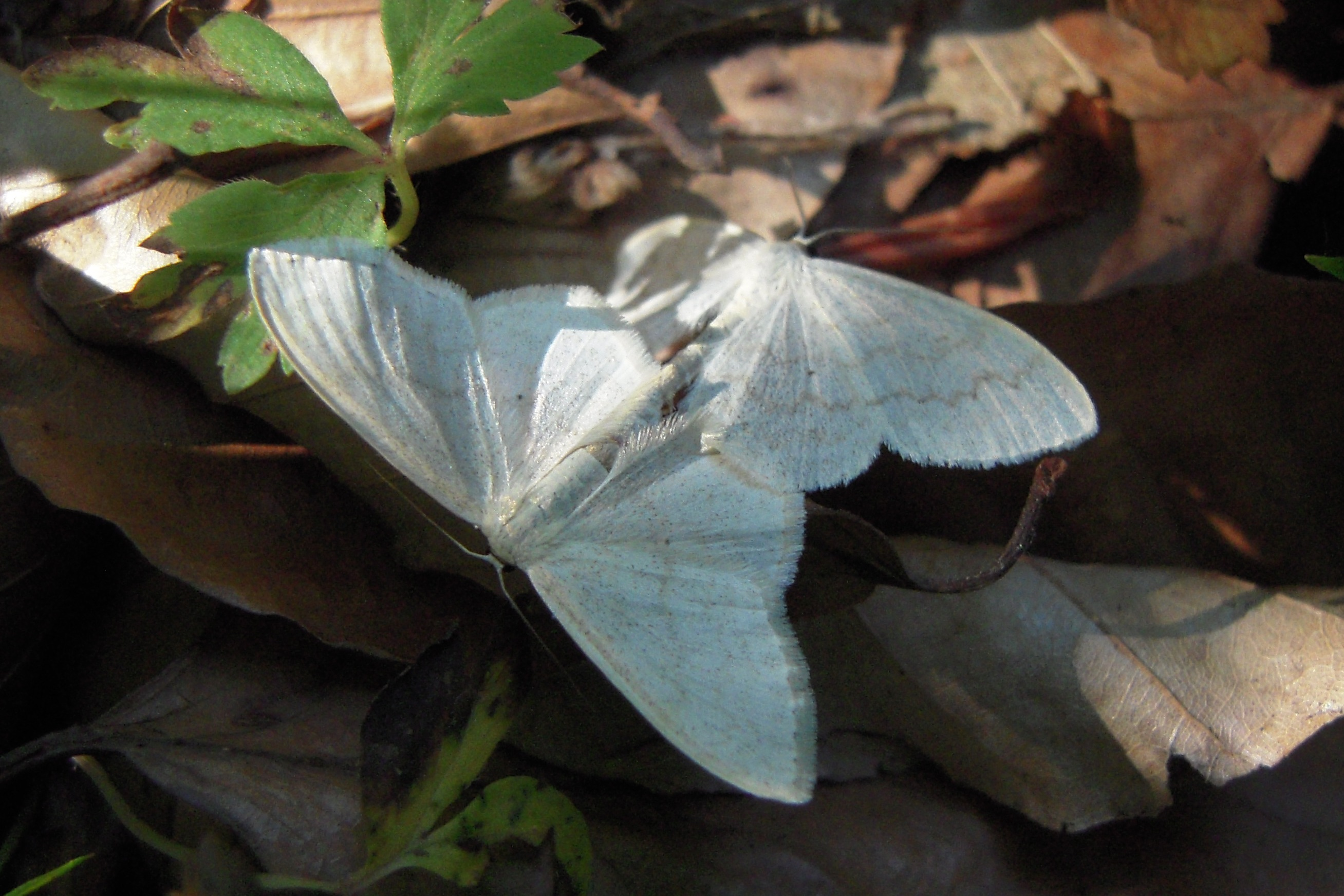

## Dottertaxa tillGeometra, i alfabetisk ordning[1][2]
- Geometra alba
- Geometra albopunctata
- Geometra albovenaria
- Geometra cuneata
- Geometra deleta
- Geometra dieckmanni
- Geometra diffluata
- Geometra dioptasaria
- Geometra euryagyia
- Geometra flavifrontaria
- Geometra fragilis
- Geometra glaucaria
- Geometra herbacearia
- Geometra herbeus
- Geometra latirigua
- Geometra lutescens
- Geometra mandarinaria
- Geometra mutans
- Geometra obsoleta
- Geometra ovalis
- Geometra papilionaria
- Geometra prasinaria
- Geometra pratti
- Geometra promissaria
- Geometra purissima
- Geometra rana
- Geometra sigaria
- Geometra sinoisaria
- Geometra smaragdus
- Geometra sponsaria
- Geometra subcaerulescens
- Geometra subobsoleta
- Geometra subrigua
- Geometra symaria
- Geometra usitata
- Geometra ussuriensis
- Geometra valida